# Канзас Сити Чийфс
Канзас Сити Чийфс (на английски: Kansas City Chiefs) е отбор по американски футбол, базиран в Канзас сити, Мисури. Състезава се в Западната дивизия на Американската футболна конференция на Националната футболна лига.
Отборът е създаден през 1959 година от Ламар Хънт в Далас като част от Американската футболна лига (АФЛ) и първоначално с нарича Далас Тексънс. През 1963 година се преместват в Канзас Сити и приемат сегашното си име. Присъединяват се към Националната футболна лига през 1970 година при сливането на АФЛ и НФЛ.
Чийфс са един от най-успешните отбори по времето на АФЛ. 3 пъти са шампиони на лигата и стават втория отбор от АФЛ (след Ню Йорк Джетс), който побеждава отбор от НФЛ на Супербоул (1969). През 2019 година стават шампиони на AФК и побеждават Сан Франциско Фортинайнърс на Супербоул, ставайки носители за първи път от 50 години.

## История
Отборът е основан на 14 август 1959 година, като започва да играе в сезона в 1960 година. След това се присъединява към Националната футболна лига през 1970 година при сливането на двете главни професионални футболни лиги по времето – Националната футболна лига (НФЛ) и Американската Футболна Лига (АФЛ).
Основните „врагове“ на отбора са Оуклънд Рейдърс

## Статистика
Носители на Супербоул: (5)
- 1969, 2019, 2022, 2023, 2024

Шампиони на Американската футболна лига (АФЛ): (3)
- 1962, 1966, 1969

Шампиони на конференцията: (5)
- 2019, 2020, 2022, 2023, 2024

Шампиони на дивизията: (17)
- АФЛ Запад: 1962, 1966
- АФК Запад: 1971, 1993, 1995, 1997, 2003, 2010, 2016, 2017, 2018, 2019, 2020, 2021, 2022, 2023, 2024

Участия в плейофи: (27)
- АФЛ: 1962, 1966, 1968, 1969
- НФЛ: 1971, 1986, 1990, 1991, 1992, 1993, 1994, 1995, 1997, 2003, 2006, 2010, 2013, 2015, 2016, 2017, 2018, 2019, 2020, 2021, 2022, 2023, 2024